# 1090 Sumida
1090 Sumida eller 1928 DG är en asteroid i huvudbältet som upptäcktes 20 februari 1928 av den japanska astronomen Okuro Oikawa i Tokyo. Den har fått sitt namn efter den japanska floden Sumida.
Asteroiden har en diameter på ungefär 12 kilometer.